# Diasemia monostigma
Diasemia monostigma là một loài bướm đêm trong họ Crambidae.